# رعاة وجزارون (فلم)
رعاة وجزارون (بالإنجليزية: Shepherds and Butchers) هو فيلم دراما جنوب أفريقي صدر سنة 2016 وأخرجه أوليفر شميتز. عُرض الفيلم ضمن فئة البانوراما في الدورة 66 من مهرجان برلين السينمائي الدولي. بُني سيناريو الفيلم على رواية تحمل نفس الاسم للكاتب كريس مارنيويك، وهو مُؤلف مُقيم في نيوزيلندا وأيضا كان سابقا مُحاميا وقاضيا في المحكمة العليا بجنوب إفريقيا.

## القصة
خلال أواخر حقبة نظام الفصل العنصري في جنوب إفريقيا، يتورط حارس سجن وهُو شاب أبيض (غاريون دودز) في جريمة قتل مُتعددة، حيث أطلق هذا الأخير النار بلا سبب على سبعة رجال سود غير مُسلحين قُتلوا جميعا في الحادث. يُحاول مُحام بريطاني المولد (ستيف كوغان) مُكلف بقضية هذا الحارس إثبات أن أفعال هذا الأخير كانت نتيجة مباشرة لصدمة نفسية من بيئة العمل المُتقلبة. هذا المُحامي يُعارض بشدة عقوبة الإعدام.

## طاقم التمثيل
- ستيف كوجان في دور جون ويبر، مُحامي الدفاع.
- أندريا ريسبورو في دور كاثلين ماريه، المدعي العام.
- غاريون دودز في دور ليون لابوشان، المُدعى عليه.
- ديون لوتز في دور ضابط الصف راوتنباخ، ضابط السجن.
- مارسيل فان هيردين في دور القاضي جيه بي فان زيل، رئيس القضاة.
- روبرت هوبز في دور بيير دي فيلييه - صهر جون.

## الجوائز
حصل الفيلم على المركز الثالث في جائزة بانوراما للجمهور في النسخة السادسة والستين من مهرجان برلين السينمائي الدولي.

## روابط خارجية
مقالات تستعمل روابط فنية بلا صلة مع ويكي بيانات